# 高文 (亚瑟王传说)

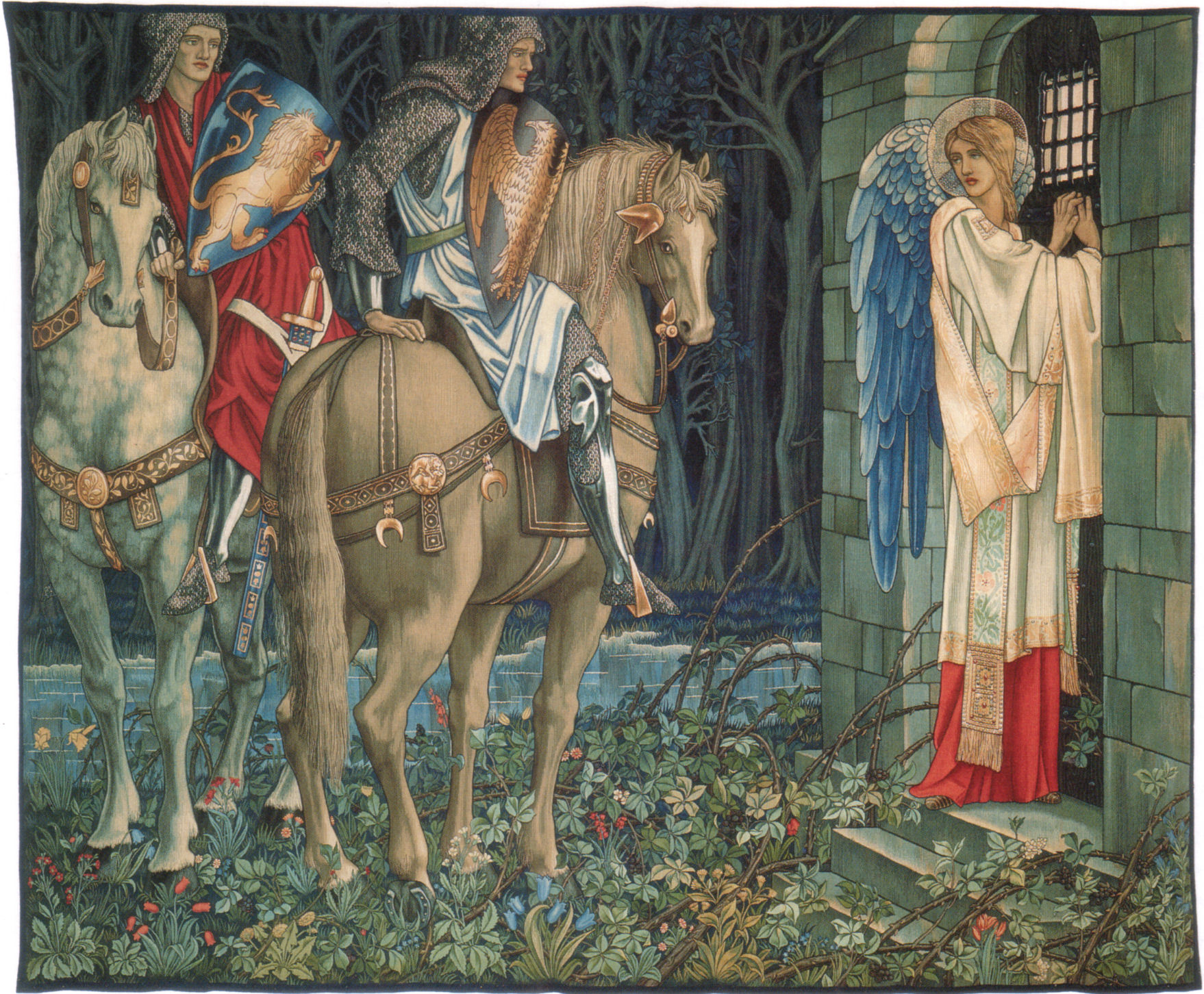
《高文之瑕疵》1895年 - 1896年由威廉·莫里斯所绘制的挂毯。图中描述很早以前，高文便对寻找圣杯兴趣全无。在其他骑士的影响下，他虽然迈出了寻找圣杯的一步，却并无耐心，对圣杯总是心不在焉。因为他已经成为了摩根勒菲的绿骑士。

高文，或譯甲溫（英語：Gawain）是亚瑟王传说中最具有风度的圆桌骑士。他是摩高斯所生的孩子，同时也是亚瑟王的外甥。

## 无形中成为绿骑士的一员
传说亚瑟王与圆桌骑士们正欢庆新年的时候，一位绿骑士闯进了大厅，扬言要与众骑士进行砍头比赛。高文应声而战，他抡起斧头一砍，绿骑士便身首分家，头颅滚落在大厅中央。正在众骑士暗自庆幸之际，没想到绿骑士竟然不死，并屈身拾起自己的头颅纵身上马，并将自己的头颅指向高文，要他一年后到绿教堂接受绿骑士的回砍。一年之后，高文爵士如约前往绿教堂，在途中来到了一座城堡里，城主邀请他留下，待时间到了再赴绿骑士之约。在此期间，高文拒绝了美丽的城主夫人的三次示爱，但出于礼貌，他接受了夫人赠于的绿色腰带。高文不知道的是那个美丽的城主夫人竟是摩根勒菲所化，其目的是为了蛊惑高文成为她的绿骑士。

## 绿骑士对高文的考验
高文带着绿色腰带，离开城堡出发到了绿教堂，却意外的发现绿骑士原来就是城主。绿骑士朝高文猛砍三斧，前两斧竟然没事，只在第三斧的时候稍微受了点轻伤。事后，城主解释道，这三斧代表了高文在城堡的三个夜晚所受到的三个诱惑，前两斧有感于高文面对女色，没有乱懷，恪守了朋友之道，而第三斧让他受轻伤是由于高文接受了夫人所赠送的绿腰带。
绿腰带象征着绿骑士的头衔。自此，高文身上的绿腰带永不离身，时刻以此自戒。
14世纪著名文献《高文爵士与绿骑士》中记载魔五星是凯尔特死亡女神摩根勒菲的神圣之物，高文将它放置于血红色的盾牌上，就是向死亡女神表示敬意。